# Вырваж (приток Гали)
Вырваж — река в России, протекает в Усольском районе Пермского края. Устье реки находится в 7,3 км по правому берегу реки Галя. Длина реки составляет 15 км.
Исток реки в болотах в 9 км к западу от деревни Щёкино. Исток находится на водоразделе Кондаса и Уролки (рядом с истоком Гали находится исток реки Песчанка, притока Уролки. Река течёт на юго-восток по ненаселённому лесному массиву. Приток — Пашеная (правый). Впадает в Галю ниже деревни Щёкино.

## Данные водного реестра
По данным государственного водного реестра России относится к Камскому бассейновому округу, водохозяйственный участок реки — Кама от города Березники до Камского гидроузла, без реки Косьва (от истока до Широковского гидроузла), Чусовая и Сылва, речной подбассейн реки — бассейны притоков Камы до впадения Белой. Речной бассейн реки — Кама.
Код объекта в государственном водном реестре — 10010100912111100007550.